# Urania (Wiedeń)
Urania – instytut edukacyjny i obserwatorium w Wiedniu.

## Historia
Urania powstała jako obserwatorium astronomiczne, obecnie jest to instytucja edukacyjna. Projekt budynku w 1909 roku przygotował Max Fabiani, a otwarcia dokonał 20 maja 1910 roku Franciszek Józef I. Przez wiele lat obserwatorium podawało precyzyjny czas. Podczas II wojny światowej, w 1944 roku budynek został uszkodzony, a refraktor Zeissa został zniszczony. Zostało odbudowane i ponownie otwarte w 1957 roku. W 1980 roku został zakupiony nowy teleskop. W latach 2000–2003 został przeprowadzony remont, podczas którego odnowiono główna kopułę i dodano drugą. W 2008 roku połączono Obserwatorium Urania wraz z Planetarium Zeissa i Obserwatorium Kuffnera utworzyło Vienna Adult Education Centers GmbH (Wiedeńskie Centrum Edukacji Dorosłych).
Obecnie Urania posiada również sale seminaryjne, w których odbywają się zajęcia i wykłady, kino wykorzystywane podczas corocznego festiwalu filmów Viennale i teatr lalek, którego założycielem był aktor Hans Kraus. Znajduje się tu także restauracja.